# Ligue de défense de l'Inde
La Ligue de défense de l'Inde (India Defence League en anglais) est un ancien groupe de pression britannique fondé en juin 1933 dédié au maintien de l'Inde dans l'Empire britannique, ayant notamment compté parmi ses membres Edward Carson, Rudyard Kipling et le futur Premier ministre Winston Churchill. 